# Jardines de La Presa
Koordinaten: 32° 27′ N, 116° 55′ W
Jardines de La Presa ist eine Neubausiedlung und Ortsteil im Municipio Tijuana im mexikanischen Bundesstaat Baja California. Der Ortsteil liegt im Süden von Tijuana in unmittelbarer Nähe der Parkanlage und der Aussichtsplattform „Parque de Terrazas de la Presa“ am Stausee Presa-Abelardo L. Rodríguez.